# Destroy All Humans! 2
Destroy All Humans! 2 (англ. Знищити людство! 2) — американська відеогра жанру пригодницький бойовик у відкритому світі 2006 року, що була розроблена Pandemic Studios і видана THQ для PlayStation 2 і Xbox. Це продовження Destroy All Humans! і друга гра серії Destroy All Humans!. Остання гра, яка була розроблена Pandemic Studios, оскільки компанія була пізніше придбана Electronic Arts у 2007 році. Римейк цієї гри під назвою Destroy All Humans! 2: Reprobed був анонсований компанією THQ Nordic у 2021 році та випущена 30 серпня 2022 року для Microsoft Windows, PlayStation 5 і Xbox Series X/S.

## Сюжет
Дія гри розгортається в 1969 році (через 10 років після оригінальної гри) і починається зі слайд-шоу на нараді КДБ СРСР, на якому головний герой гри, Криптоспоридій-137, раптово помирає з невідомих причин. Його клон, Криптоспоридій-138 (скорочено Крипто), створений з чистішої ДНК фурона, тепер займає його місце і продовжує видавати себе за президента Сполучених Штатів. Розвідка КДБ виявила, що Крипто-138 є першим і єдиним фуроном, який має геніталії. Вбачаючи у фуронах загрозу Радянському Союзу, КДБ знищує материнський корабель фуронів ядерною ракетою.
Незабаром після цього починається нова пригода Крипто. Мало того, що Крипто повинен зупинити КДБ від перешкоджання його і Віспи планам, він бажає помститися за знищення материнського корабля:8. Командир Крипто, Ортопокс-13, завантажив свою свідомість в голографічну одиницю безпосередньо перед смертю. Врятувавши Бей-сіті від знищення радянськими військами, Крипто виявляє, що КДБ втік на Туманний Альбіон і негайно слідує за ним, де зустрічає Реджинальда Понсонбі-Смайта, главу М16 (пародія на МІ-6), схожого на Джеймса Бонда й колишню агентку КДБ, на ім'я Наталія Іванова, до якої Крипто відчуває симпатію. Вони дізнаються, що КДБ створив тип спор, який змушує людей мутувати в монстрів. Зрештою, Понсонбі зраджує Крипто, розкриваючи, що він є лідером британської філії Majestic, Majestic Сектор 16. Після вбивства Понсонбі та розгадування його загадкового натяку на те, що фурони можуть бути не єдиними прибульцями на Землі, Крипто дізнається, що КДБ має базу на острові Такосіма.
Прибувши на Такосіму, Крипто повинен врятувати людину, яка називає себе Доктором Ґо (пародія на Джуліуса Но) від Чорних Ніндзя та КДБ. Він надає доступ до бази КДБ, захованої у вулкані острова. Всередині до Крипто і Наталії звертається натхненник змови зі спорами, радянський прем'єр Міленков (пародія на Ернста Ставро Блофельда). Міленков показує фільм, де його люди використовують спори на стажері Такошімесе, який перетворюється на гігантського монстра, схожого на Ґодзіллу, на ім'я Кодзіра. Після перемоги над Кодзірою, Крипто слідує за Наталією на Тунґуску, батьківщину проєкту «Соляріс». У Радянському Союзі Крипто дізнається, що інша іншопланетна раса здійснила аварійну посадку на Землі, Бліск. Бліски — вороги, яких фурони вважали знищеними під час Марсіанської війни у давнину. Віспа розуміє, що Тунґуська подія 1908 року насправді була збитим військовим кораблем Бліск, що впав на схил Тунґуського пагорба, а не метеоритом. Після знищення розбитого військового корабля Бліск і порятунку Наталії з газової бульбашки Бліска, Крипто зустрічається з Міленковим віч-на-віч. Потім Міленков відступає на свою місячну базу Соляріс на шатлі Бліска.
На Місяці Крипто дізнається, що проєкт «Соляріс» — це суперзброя Бліска, призначена для бомбардування Землі спорами та радіацією Бліска, надаючи Бліску контроль над Землею як їхньою новою опроміненою, затопленою водою рідною планетою. Використовуючи свою здатність «викрадати тіла», Крипто маскується під радянського космонавта Леоніда, головного вченого на Місяці та переконує решту людей вступити у війну з Бліском. Потім Крипто вдається вивести з ладу механізм запуску зброї. Після цього Міленков стикається з Крипто. Він розповідає, що з моменту аварії Бліску вони контролюють уряд Радянського Союзу, кожен прем'єр-міністр до нього був Бліском і вони відповідальні за декілька світових криз, включаючи Холодну війну. Після їхньої розмови Міленков йде. Крипто й Наталія борються за свої різні види, щоб врятувати Землю, атакуючи та успішно знищуючи Розум вулика Бліска за допомогою вірусу «O.M.G.W.T.F.», розробленого в його лабораторії, але з'являється Міленков і смертельно стріляє Наталії в спину. Після цього він розкриває свою справжню форму — важкоброньованого Бліска. Після перемоги над Міленковим Крипто відпочиває у своїй літаючій тарілці, а на відеомоніторі з'являється Віспа, який вітає Крипто і з нетерпінням чекає на своє нове клоноване тіло. Він виявив активність в аварійній лабораторії клонування. Він розпитує Крипто про це, потім розуміє, що Крипто клонував Наталію і вкрай розлючений цим і починає кричати на нього, якраз перед тим, як Крипто різко вимикає відеомонітор на середині речення. Лежачи поруч з ним, Наталія ненадовго прокидається і прихильно ставиться до Крипто з посмішкою і запрошенням розбудити її, коли він буде готовий до «повторного входу». Коли гра закінчується, Крипто дивиться на гравця і зізнається, що зробив «кілька коригувань».

## Ігровий процес
У Destroy All Humans! 2 Крипто може вирушити до Сан-Франциско (Бей-сіті), Лондона (Альбіон), японського острова, вільно заснованого на Токіо (Такосіма), Сибір (Тунгуска) і радянську місячну базу Соляріс.
Крипто тепер може викрадати тіла людей, використовуючи їх задля маскування. Нова зброя розблоковується шляхом знаходження ядер даних, викинутих з материнського корабля перед його знищенням. Нові точки посадки на тарілках відкриваються шляхом виконання завдань стародавнього фуронського бога Арквудла. Гравець тепер може викликати свою тарілку з порожнього місця посадки, щоб виключити відкат назад, а НЛО тепер може маскуватися на обмежені періоди часу. Реактивний ранець тепер має довговічнішу батарею. Крипто також отримує нові здібності: здатність «Вільне кохання» миттєво змушує його жертв танцювати під психоделічну музику, тим самим змушуючи їх забути, що вони його бачили, а здатність «Спалах розуму» на короткий період часу ментально приголомшує всіх у світі.
З'явилося 5 нових видів зброї: «Дислокатор», що стріляє левітуючими фіолетовими дисками, які забирають цілі з собою; «Метеоритний удар», що випускає до 3 метеорів в приціл; «Гастро» — колишній прибиральник материнського корабля, який, як і Віспа, завантажив себе в голограму, — стріляє по найближчих ворогах, перш ніж самознищитися; «Звір-нора», який вистрілює приманку для гігантського космічного хробака, який повзає навколо, поїдаючи найближчих людей; і «Антигравітаційне поле», яке створює невелику точку високої гравітації, втягуючи в неї все, що знаходиться поблизу, включаючи людей, перш ніж вибухнути.
Destroy All Humans! 2 має кооперативний багатокористувацький режим, так що гравець може проходити сюжетний режим, вільно переміщатися і грати в мініігри.

## Огляди
| Агрегатор  | Оцінка |
| ---------- | ------ |
| Metacritic | 74/100 |

| Видання                            | Оцінка |
| ---------------------------------- | ------ |
| 1Up.com                            | B      |
| Electronic Gaming Monthly          | 7/10   |
| Eurogamer                          | 8/10   |
| Game Informer                      | 8.5/10 |
| GamePro                            | [ 14 ] |
| GameRevolution                     | C−     |
| GameSpot                           | 7.1/10 |
| GameSpy                            | [ 17 ] |
| GameTrailers                       | 7.5/10 |
| GameZone                           | 8.3/10 |
| IGN                                | 8/10   |
| Official U.S. PlayStation Magazine | 7/10   |
| Official Xbox Magazine (США)       | 8.5/10 |

Destroy All Humans! 2 отримала загалом схвальні відгуки, згідно з даними агрегатора рецензій Metacritic.
GameZone заявив, що «нова зброя і можливість викрадення тіл просто додають більше задоволення від гри з величезними відкритими світами й великою кількістю побічних місій» і що «гра фактично замінює оригінал».
ШІ був розкритикований TeamXbox, заявивши, що кожен ворог у грі є «безмозким».
The Times дав їй чотири зірки з п'яти: «Тон жартівливий, сценарій гумористичний і добре зіграний, серед інших, британцем Ентоні Гедом».
Sydney Morning Herald оцінила гру в три з половиною зірки з п'яти та назвала її «незначним покращенням оригіналу, з такою ж кількістю безглуздих фантастичних витівок».
Гра була продана накладом понад 340 000 копій і тільки в Північній Америці принесла дохід у розмірі 13 000 000 доларів США.

## Римейк
Римейк Destroy All Humans! 2: Reprobed був анонсований 17 вересня 2021 року для Microsoft Windows, PlayStation 5 та Xbox Series X/S.
Багатокористувацький спіноф під назвою Destroy All Humans! Clone Carnage був доступний для Microsoft Windows, PlayStation 4 та Xbox One для гравців, які оформили попереднє замовлення «Reprobed», починаючи з 31 травня 2022 року. Однак, з римейку виключили місію з оригінальної гри, пов'язану з операцією зі зміни статі.